# Mission terminée
 (août 2014).
Si vous disposez d'ouvrages ou d'articles de référence ou si vous connaissez des sites web de qualité traitant du thème abordé ici, merci de compléter l'article en donnant les références utiles à sa vérifiabilité et en les liant à la section « Notes et références ».
 (août 2014).
- Si vous ne connaissez pas le sujet, laissez ce bandeau (vous pouvez alors contacter les auteurs).
- Si vous supprimez le contenu mis en cause (vous pouvez préalablement contacter les auteurs),

argumentez précisément cette suppression dans la page de discussion
(un manque de référence n'est pas un argument ; une recherche réelle de référence doit avoir été effectuée, être formellement documentée).
Mission terminée est un roman de l'écrivain camerounais Mongo Beti publié en 1957. Primé en 1958 par le Prix Sainte-Beuve.

## Étude du chapitre 1
Le héros narrateur, Jean Marie Medza, quitte la ville après son échec au bachot pour se rendre dans son village. Le voyage n’est pas des plus aisés. Il s’effectue sur une route en très mauvais état, sous une pluie battante et à bord d’une « longue caisse roulante » conduite par le grec Kritikos. Après un voyage très mouvementé, le véhicule arrive enfin à Vimili mais ne peut continuer jusqu’au village de Medza parce que la route est barrée pour des travaux. Heureusement, Medza rencontre sa tante Amou qui s’offre de transporter sa valise sur sa bicyclette jusqu’au village alors que lui, doit parcourir les dix kilomètres qui le séparent de son village à pieds. Une fois au village, alors qu’il croit devoir se reposer, il est investi d’une mission par le patriarche Bikokolo. Ce dernier lui demande sur consentement de tous les villageois malgré l’opposition de tante Amou d’aller à Kala chercher la femme de son cousin Niam qui a abandonné son foyer conjugal pour se réfugier dans son village maternel, après une brouille avec son époux. Au terme d’un long conciliabule, des recommandations sont faites à Medza ainsi que lui est remis la bicyclette du chef du canton. Medza enfourche alors sa monture et se met en route.
Medza arrive un après-midi dans le village de Kala au moment où se déroule une rencontre sportive entre ce village et un village voisin. Il ne se fait pas de la peine à identifier son cousin Zambo, pièce maîtresse de son équipe et dont le nom est scandé par tous les spectateurs. À la fin de la rencontre, le héros du match reconnaît aisément son cousin Medza qu’il présente obséquieusement à ses coéquipiers comme un homme instruit et un citadin, ce qui fait de lui un objet de curiosité de la part des villageois qui veulent être informés sur les conditions de vie en ville, la nature de l’instruction offerte par les Blancs ou encore son devenir après ses études. Medza est par la suite conduit chez son oncle Mama où il apprend que l’épouse Niam qu’il est venu chercher a quitté le village. Après plusieurs visites chez les parents de la femme de son cousin, il va se résoudre à attendre son retour sur place. Entre-temps, il est sollicité par les chefs de famille du hameau qui l’invitent chacun à son tour pour un entretien. Pour le récompenser, il lui est offert des chèvres et des poulets qu’il doit garder chez son oncle. un accord passé avec ce dernier fait qu’ils se partagent équitablement sa fortune. Très tôt, l’oncle manque d’espace où parquer ses animaux. Il doit donc agrandir son enclos pour faire face au nombre de bêtes qui continuent à affluer. Medza lie connaissance avec trois jeunes du village: Yohannès le palmipède,  Petrus Fils-de-Dieu et Abraham le Désossé. Son cousin Zambo lui fait rencontrer Edima avec qui il sera régulièrement vu dans le village. Au  cours d’une cérémonie étalée sur quatre jours, Medza est invité par ses amis à boire aux sources vives de Yohannès. Après avoir ingurgité de grandes quantités d’alcool, le groupe retourne au village. Au passage à travers les champs, les quatre amis mendient auprès des femmes qu’ils rencontrent dans les champs. Celles-ci leur donnent des arachides qu’ils iront vendre. Au quatrième jour, les amis de Medza organisent une grande fête qui est troublée par Grande-Gueule.
De son côté, le chef de Kala organise aussi à son domicile une grande fête qui s’étale sur plusieurs jours à la suite du mariage de sa septième épouse. Parmi ses invités de marque, se trouve Medza. Celui-ci, assisté par son cousin trouve un moyen pour quitter la fête et aller rencontrer Edima. Il est surpris par la mère d’Edima en compagnie de sa fille alors que tous deux sont allongés au lit. Cette femme fait semblant de battre sa fille, pousse des cris et alerte le village avant d’emmener sa progéniture chez elle. Le lendemain, Medza constate enfin le retour de l’épouse Niam qui est accompagnée de son amant. Sur ces entrefaites, il se décide de rentrer dans son village sans elle mais est persuadé par son oncle de prendre avec lui sa femme. Le soir de cette arrivée, il se rend en compagnie de son oncle chez le chef où l’affaire de la femme de son cousin est jugée. Au terme du jugement, l’épouse Niam est sommée de regagner son foyer conjugal et son amant de payer deux mille francs et de donner quatre gros béliers. Après le verdict, Medza est invité dans la grande salle de la chefferie et est surpris au cours de la cérémonie étrange qui s’y déroule, qu’Edima lui est offerte comme épouse. Ayant eu gain de cause à la suite du procès de l’épouse Niam, c’est-à-dire sa mission terminée, il peut penser à rentrer dans son village. Il rend une ultime visite aux villageois la veille de son départ ainsi qu’à son beau-père. Son oncle lui promet la remise de sa fortune dix jours après son départ, au moment où on lui amènera son épouse et celle de son cousin Niam. Au moment de quitter définitivement Kala, les villageois lui demandent unanimement de leur rendre régulièrement visite.
Medza arrive dans son village et trouve que son père est de retour. Il passe une semaine sans échanger de paroles avec lui. Il apprend à travers sa sœur cadette que son géniteur est fâché contre lui à cause de son échec au baccalauréat et lui promet même une bastonnade. La veille de l’arrivée de la délégation de Kala, Medza se réfugie chez son oncle pour ne regagner son village que deux jours plus tard. À son retour, il retrouve sa femme Edima et son cousin Zambo ainsi que sa fortune. Il se brouille avec son père et quitte définitivement son village en compagnie de Zambo pour se réfugier en ville, abandonnant sa fortune et sa femme. Il finit par braver son bachot en octobre, trouve un emploi et se promet de ne retourner dans son village qu’à la mort de son père. Entre-temps son frère aîné épouse Edima.

## Personnages principaux deMission terminée

### Medza
C’est le personnage principal du roman. Recalé au baccalauréat, il rentre dans son village où il est envoyé en mission au village Kala par le patriarche Bikokolo chercher la femme de son cousin Niam. Auréolé par son cursus scolaire, il s’acquittera avec succès de sa mission ainsi qu’il se fera une fortune dans ce village. C’est un jeune homme facilement influençable par ses amis qui sera amené à se livrer à certaines pratiques qui lui étaient jusque-là inconnues. Ainsi, on le voit se livrer à l’ivrognerie et aux plaisirs sexuels. Cette dernière pratique fera que le chef de Kala, usant du prétexte qu’il aime sa fille, lui donnera Edima pour épouse. En homme déterminé, il défiera son père, lui tiendra tête avant de quitter la maison familiale et le village, abandonnant son épouse et sa fortune pour s’installer définitivement en ville, où il aura à attendre la mort de son père avant son éventuel retour.

### Oncle Mama
Mama, père de zambo et oncle de Medza est un menuisier. C’est un exploiteur qui propose très vite à son neveu de partager avec lui sa fortune. Il s’accroche à ce dernier pour faire le tour du village et accroître le nombre de ses bêtes.

### Zambo
C’est un garçon plein de vigueur et la pièce maîtresse de l’équipe de son village pendant la rencontre sportive qui oppose son village à un village voisin. Il est membre d’un groupe de jeunes qui prend plaisir à boire du vin de palme et à se livrer à la débauche. C’est lui qui orchestrera la rencontre entre Edima et Medza. Comme les hommes de son village, c’est un travailleur. Parce qu’il aime son cousin Medza, il n’hésitera pas à s’échapper du village avec lui.